# Erdmann Gottreich Christaller
Erdmann Gottreich Christaller (* 10. Dezember 1857 in Akropong, Ghana; † 1922 in Stuttgart) war ein deutscher Schriftsteller und evangelischer Pfarrer.

## Leben
Der Sohn des aus Winnenden stammenden Missionars Johann Gottlieb Christaller wuchs an wechselnden Orten, meist in Anstalten, auf, unter anderem im Knabenhaus der Basler Mission. 1868 kehrte sein Vater aus gesundheitlichen Gründen aus Afrika zurück und ließ sich in Schorndorf nieder, auch nahm er seine Kinder zu sich.
Nach Besuch der Lateinschule in Schorndorf kam er ins Tübinger Stift und studierte Theologie, wozu er aber wenig Neigung hatte. Nach Absolvierung der ersten theologischen Prüfung ging er nach München, wo er sich als Schriftsteller durchschlug, ab 1886 war er Schriftleiter der Frankenthaler Zeitung.
In seinem 1885 erschienenen Buch Die Aristokratie des Geistes als Lösung der sozialen Frage vertritt er die Ansicht: „Wir brauchen eine neue, eine adelige Menschheit. Es sind deshalb staatliche Maßnahmen zu treffen, durch die alle diejenigen Mitglieder der Gesellschaft von der Fortpflanzung ausgeschlossen werden, die körperlich, sittlich, geistig minderwertig sind.“
Um die von der Württembergischen Kirchenbehörde zurückgeforderten Studienkosten zu bezahlen, musste er sich auf eine Berufung als Pfarrer zuerst 1888 nach Berneck, 1894 nach Ottenhausen (heute Gemeinde Straubenhardt) einlassen. 1890 heiratete er nach 6-tägiger Verlobung die 18-jährige Helene Heyer. Die Tochter eines Darmstädter Rechtsanwalts hatte als spätere Schriftstellerin mit einem von ihr verfassten und 1907 erschienenen Jungmädchen-Roman großen Erfolg.
1901 verließ er vermutlich aufgrund der von ihm verfassten Satire auf den ungeliebten Pfarrerberuf sein Amt, offiziell schied er wegen Schwerhörigkeit aus dem Kirchendienst. Das Ehepaar zog nach Jugenheim an der Bergstraße. Das Paar hatte vier Kinder, darunter Walter Christaller (1893–1969). 1917 ließ sich seine Frau von ihm scheiden und siedelte sich später in Jugenheim an.

## Werke
- Die Aristokratie des Geistes als Lösung der sozialen Frage. Hermann Haacke, Leipzig 1885.
- Zwischen Altem und Neuen. 1901
- Prostitution des Geistes: satirischer Roman. Renaissance-Verlag, Berlin-Schmargendorf 1901.
  - Band: 2: Der Pfarrer von Markrode: humoristisch-satirischer Roman.
- Der neue Luther. 1903.
- Ein kleiner Kulturkampf. Suevia-Verlag, Jugenheim 1903.
- Sprechende Bücher: eine literarische Erfindung. Suevia-Verlag, Jugenheim 1910.
- Walloth-Museum – Wilhelm Walloth. Suevia-Verlag, Jugenheim 1911.
- Gerechtere Bücherschicksale: Reformgedanken über Bücherkritik und Buchhandel. Suevia-Verlag, Jugenheim 1911.
- Die Parnaßtyrannen. Suevia-Verlag, Jugenheim 1912.